# Daehwa (métro de Séoul)
Daehwa (hangeul : 대화 ; hanja : 大化) est la station terminus nord-ouest de la ligne 3 du métro de Séoul. Elle est située au 1569 Jungang-ro, quartier Daehwa-dong dans l'arrondissement Ilsanseo-gu (en) de la ville Goyang-si, province Gyeonggi, à proximité de Séoul en Corée du Sud.
Ouverte en 1996, elle est desservie par les rames omnibus, qui circulent sur la ligne 3.

## Situation sur le réseau

Plan du réseau (2023)

Établie en souterrain, la station Daehwa, terminus nord-ouest de la ligne 3 du métro de Séoul : est située avant la station Juyeop, en direction du terminus sud-est Ogeum.

## Histoire
La station terminus Daehwa est mise en service le 30 janvier 1996, lors de l'ouverture à l'exploitation des 19,2 km d'un prolongement (appelé ligne Ilsan (en)) de la ligne 3 du métro de Séoul de Jichuk à Daehwa. L'exploitation est en continuité avec celle de la ligne 3.

## Services aux voyageurs

### Accès et accueil
Située au 1569 Jungang-ro, la station souterraine dispose de six accès/sortie, numérotés de 1 à 6 sur la Jungang-rol. Elle dispose de deux niveaux en sous-sol : le plus profond est celui de ligne avec ses deux voies encadrées par deux quais latéraux ; le niveau intermédiaire sous la surface, dispose des postes de contrôles et notamment d'automates pour l'achat des titres de transport et une galerie avec des boutiques.

### Desserte
Daehwa est desservie par les rames omnibus, qui circulent sur la ligne 3. Elle dispose de deux voies encadrant un quai central équipé de portes palières.

Installations
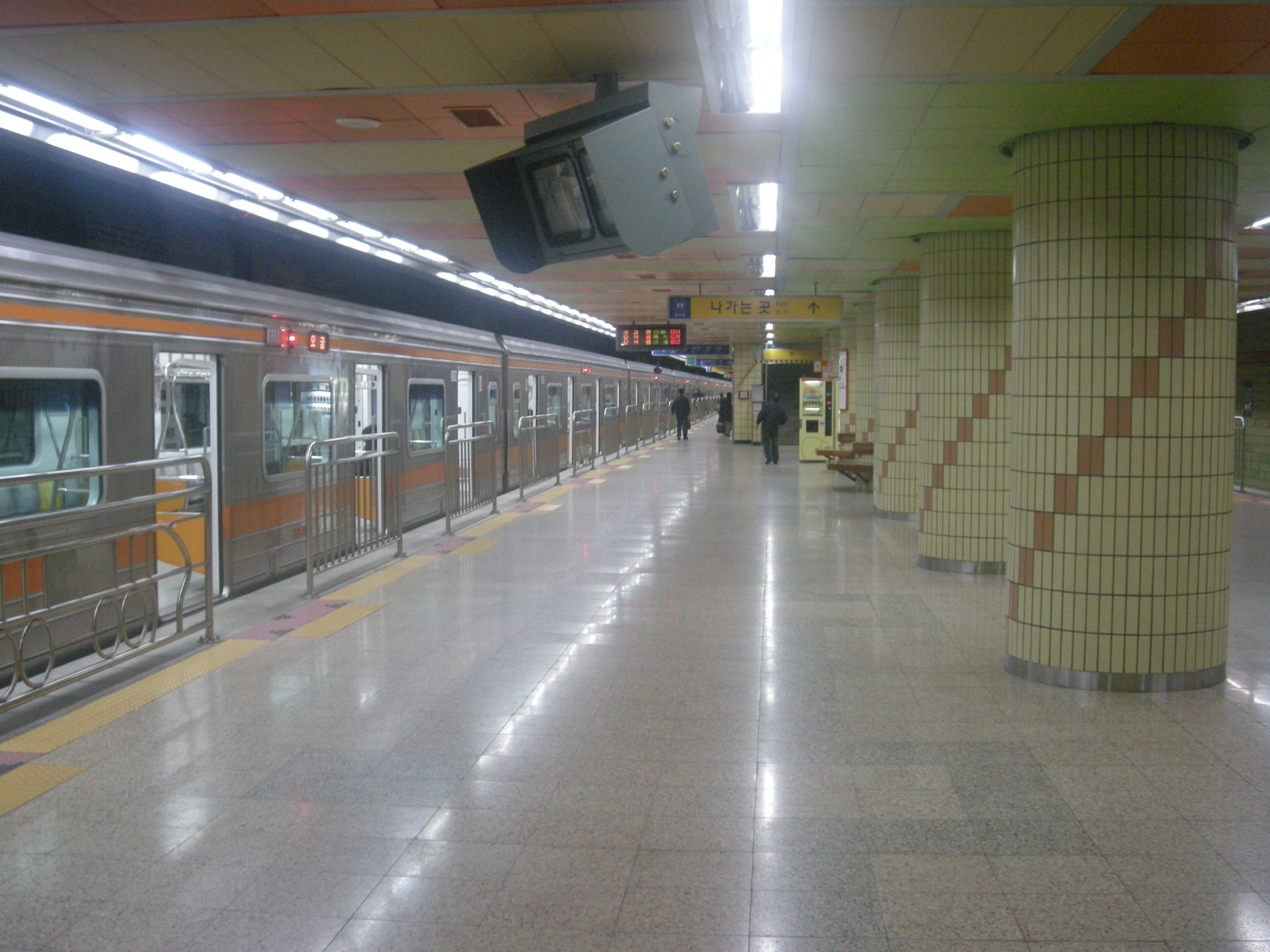
En 2012.
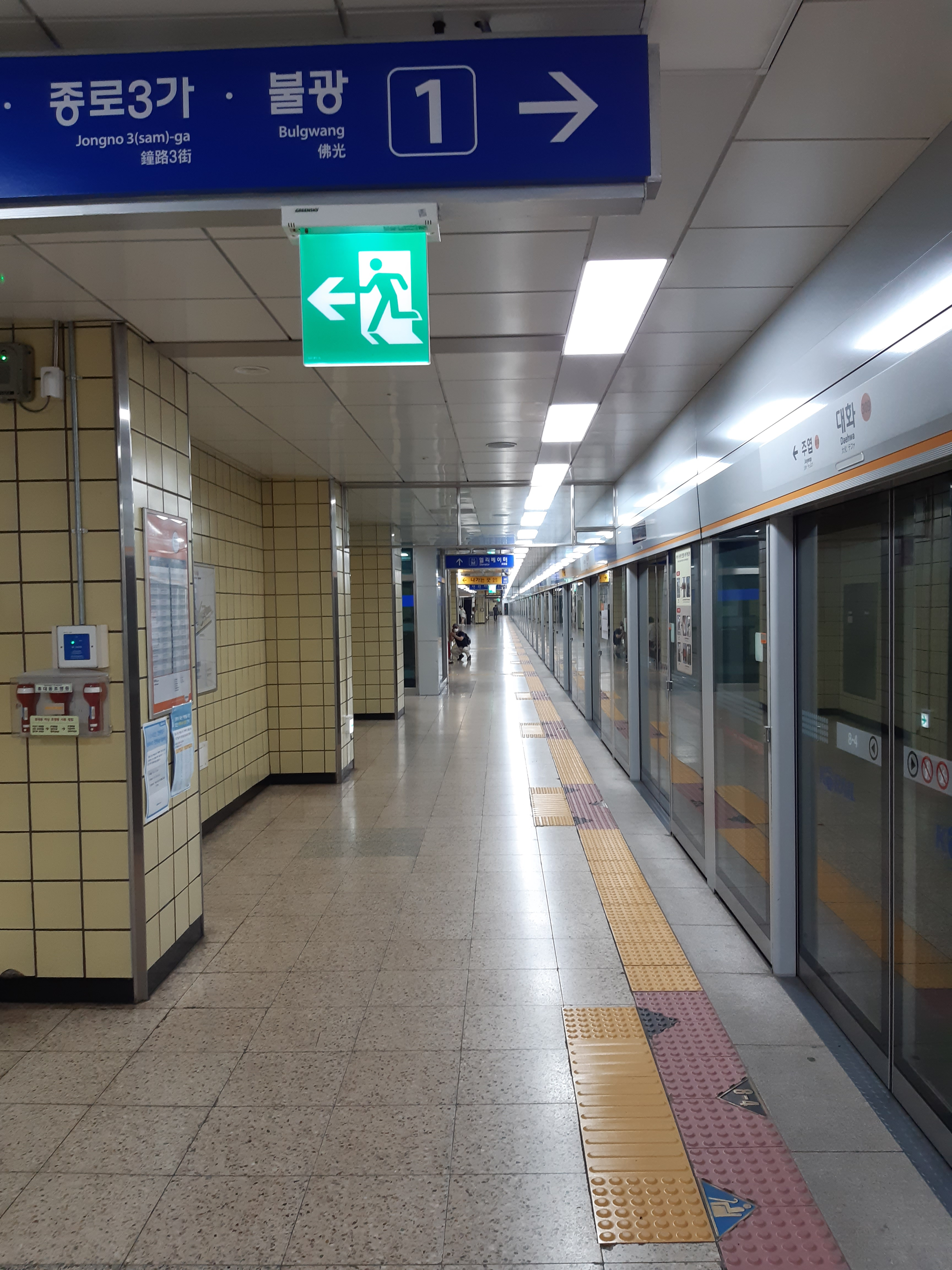
En 2020.
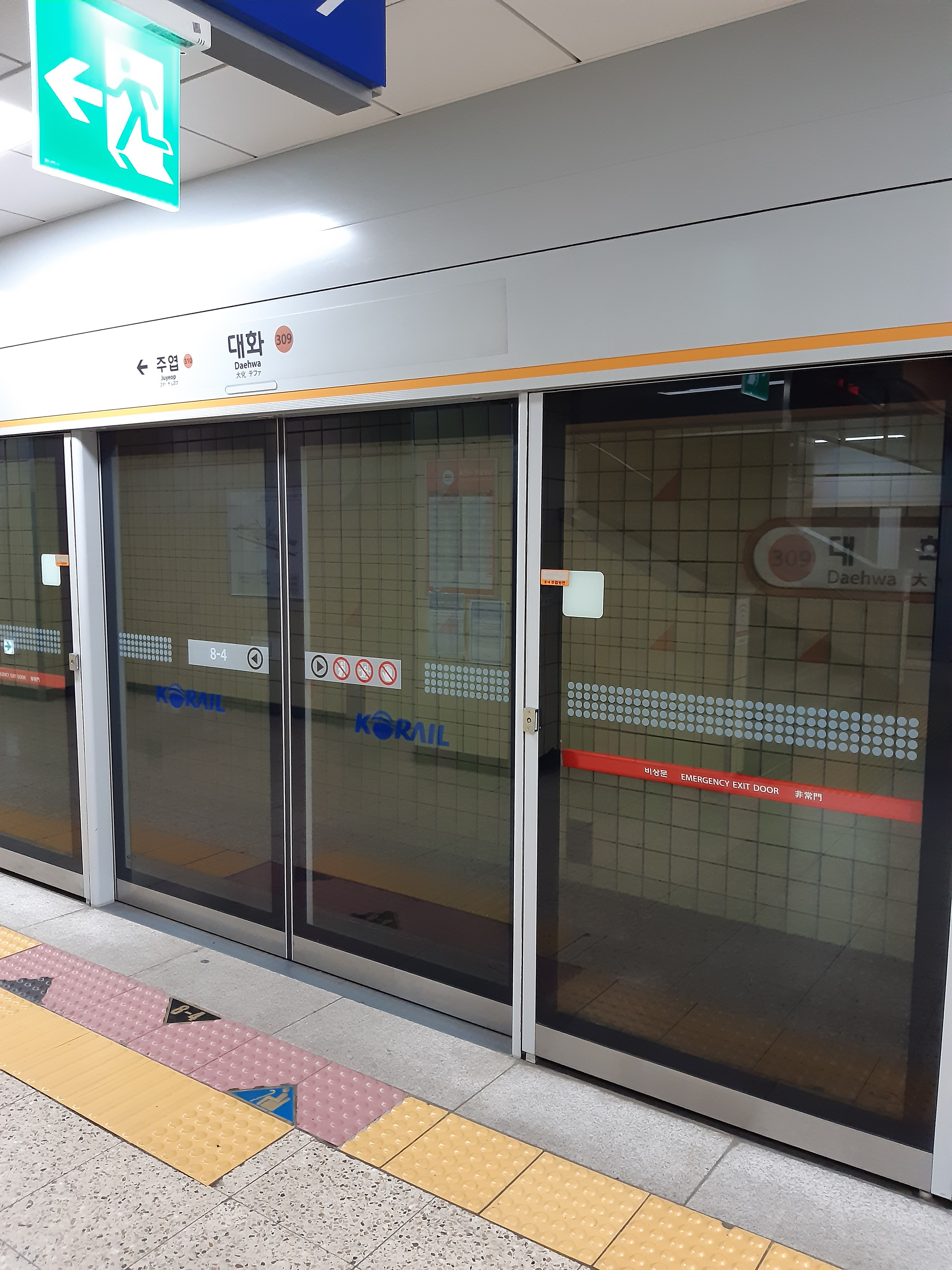
En 2020

### Intermodalité
Des arrêts de bus sont situés à proximité des accès.

## À proximité
On trouve notamment : le complexe sportif et le gymnase de Goyan, la bibliothèque Daehwa et le centre d'exposition international de Corée (KINTEX),.